# Чемпионат Европы по лёгкой атлетике 2018 — спортивная ходьба на 50 километров (женщины)
Соревнования по ходьбе на 50 километров у женщин на чемпионате Европы по лёгкой атлетике 2018 года прошли 7 августа в Берлине. Старт и финиш располагались на площади Брайтшайдплац. Трасса длиной 2 километра пролегала по улицам Будапестер-штрассе и Курфюрстенштрассе.
Женская ходьба на 50 км впервые проводилась в рамках чемпионатов Европы по лёгкой атлетике. Решение о включении новой дисциплины в программу было принято Европейской легкоатлетической ассоциацией 13 декабря 2017 года. Таким образом, вслед за чемпионатом мира 2017 года и командным чемпионатом мира по ходьбе 2018 года в Берлине было достигнуто равенство между количеством женских и мужских дисциплин (по 24).

## Медалисты
| Золото                  | Серебро              | Бронза             |
| Инеш Энрикеш Португалия | Алина Цвилий Украина | Юлия Такач Испания |

## Рекорды
До начала соревнований действующими были следующие рекорды.
| Мировой рекорд                   | Лян Жуй Китай           | 4:04.36 | Тайцан, Китай          | 5 мая 2018      |
| Рекорд Европы                    | Инеш Энрикеш Португалия | 4:05.56 | Лондон, Великобритания | 13 августа 2017 |
| Лучший результат сезона в мире   | Лян Жуй Китай           | 4:04.36 | Тайцан, Китай          | 5 мая 2018      |
| Лучший результат сезона в Европе | Юлия Такач Испания      | 4:13.04 | Бурхасот, Испания      | 25 февраля 2018 |

## Расписание
| Дата           | Время | Раунд соревнований |
| -------------- | ----- | ------------------ |
| 7 августа 2018 | 08:35 | Финал              |

Время местное (UTC+2:00)

## Результаты
Обозначения: WR — Мировой рекорд | ER — Рекорд Европы | CR — Рекорд чемпионатов Европы | NR — Национальный рекорд | NU23R — Национальный рекорд среди молодёжи | WL — Лучший результат сезона в мире | EL — Лучший результат сезона в Европе | PB — Личный рекорд | SB — Лучший результат в сезоне | DNS — Не стартовала | DNF — Не финишировала | DQ — Дисквалифицирована

Старт заходу был дан 7 августа в 08:35 по местному времени, одновременно с мужчинами. На дистанцию отправились 19 спортсменок из 13 стран. Соревнования прошли в жаркую погоду, температура достигала +34 градусов. Действующая чемпионка мира Инеш Энрикеш не встретила серьёзного сопротивления на пути к первому европейскому титулу. 38-летняя спортсменка из Португалии со старта возглавила заход, выигрывая после первого 2-километрового круга почти минуту у ближайшей преследовательницы. В дальнейшем её преимущество стабилизировалось в районе 4-5 минут и осталось таким до самого финиша. Серебряную медаль с национальным рекордом завоевала украинка Алина Цвилий, бронза досталась испанке Юлии Такач.
| Место | Спортсмен              | Гражданство | Результат | Примечания |
| ----- | ---------------------- | ----------- | --------- | ---------- |
| 1     | Инеш Энрикеш           | Португалия  | 4:09.21   | CR, EL     |
| 2     | Алина Цвилий           | Украина     | 4:12.44   | NR         |
| 3     | Юлия Такач             | Испания     | 4:15.22   |            |
| 4     | Кристина Юдкина        | Украина     | 4:20.46   | PB         |
| 5     | Василина Витовщик      | Украина     | 4:23.15   | PB         |
| 6     | Мария Чакова           | Словакия    | 4:24.59   |            |
| 7     | Айноа Пинедо           | Испания     | 4:27.03   |            |
| 8     | Мар Хуарес             | Испания     | 4:28.58   | PB         |
| 9     | Душица Топич           | Сербия      | 4:30.43   | NR         |
| 10    | Мариявиттория Беккетти | Италия      | 4:31.41   | PB         |
| 11    | Надежда Дорожук        | Беларусь    | 4:35.14   |            |
| 12    | Ивана Ренич            | Хорватия    | 4:35.39   | NR         |
| 13    | Тийя Куйкка            | Финляндия   | 4:35.56   |            |
| 14    | Люси Шампалу           | Франция     | 4:52.38   |            |
| 15 !  | Йоанна Бемовская       | Польша      | DNF       |            |
| 15 !  | Агнешка Элльвард       | Польша      | DNF       |            |
| 15 !  | Семиха Мутлу           | Турция      | DNF       |            |
| 15 !  | Анастасия Яцевич       | Беларусь    | DNF       |            |
| 19 !  | Анетт Торма            | Венгрия     | DQ        |            |